# Stuor Dáhtá
Stuor Dáhtá, enligt tidigare ortografi Stuor Tata, är en sjö i Jokkmokks kommun i Lappland och ingår i Luleälvens huvudavrinningsområde. Sjön har en area på 2,21 kvadratkilometer och ligger 527 meter över havet. Stuor Dáhtá ligger i Kvikkjokk-Kabla fjällurskog Natura 2000-område.

## Delavrinningsområde
Stuor Dáhtá ingår i det delavrinningsområde (743779-158733) som SMHI kallar för Utloppet av Stuor Tata. Medelhöjden är 613 meter över havet och ytan är 22,55 kvadratkilometer. Det finns inga avrinningsområden uppströms utan avrinningsområdet är högsta punkten. Vattendraget som avvattnar avrinningsområdet har biflödesordning 5, vilket innebär att vattnet flödar genom totalt 5 vattendrag innan det når havet efter 308 kilometer. Avrinningsområdet består mestadels av skog (72 procent) och kalfjäll (11 procent). Avrinningsområdet har 2,22 kvadratkilometer vattenytor vilket ger det en sjöprocent på 9,8 procent.

## Galleri

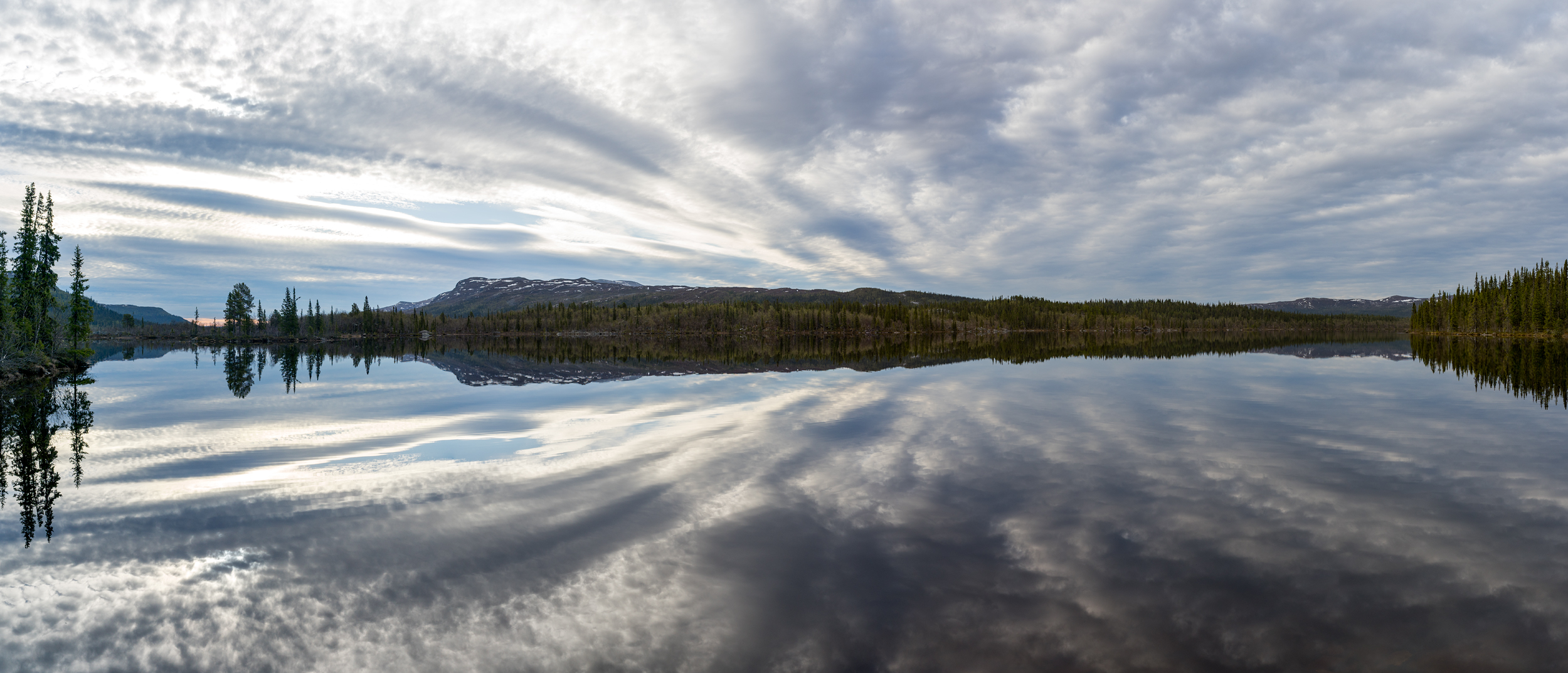
Stuor Dáhtá - vy mot öster.
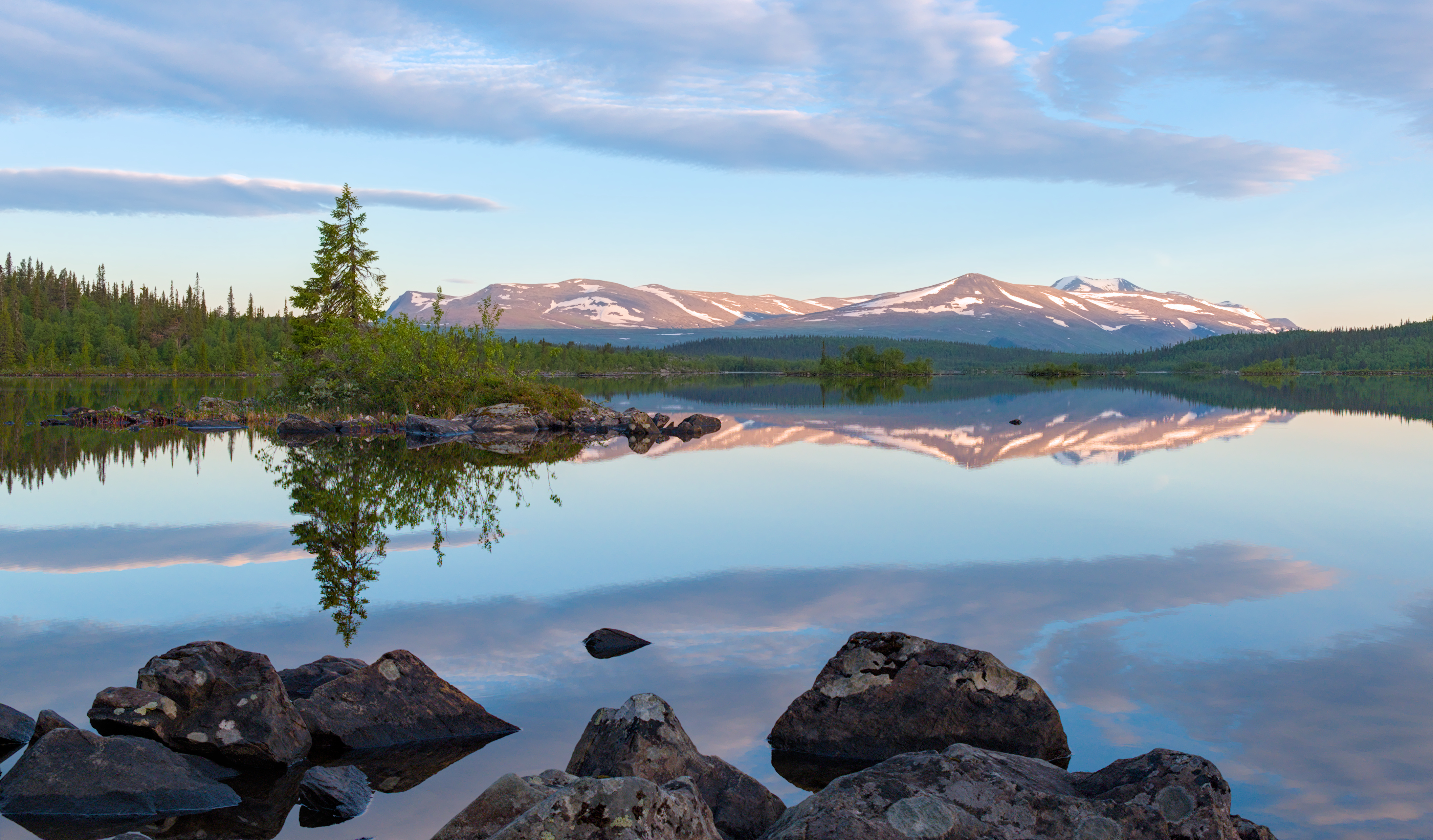